# YA-9攻擊機
Northrop YA-9是一款為美國空軍的A-X計畫而開發的攻擊機。然而，美國空軍最後選擇其對手，由費爾柴德所研製的YA-10，並最終成為A-10雷霆二式攻擊機。

## 發展

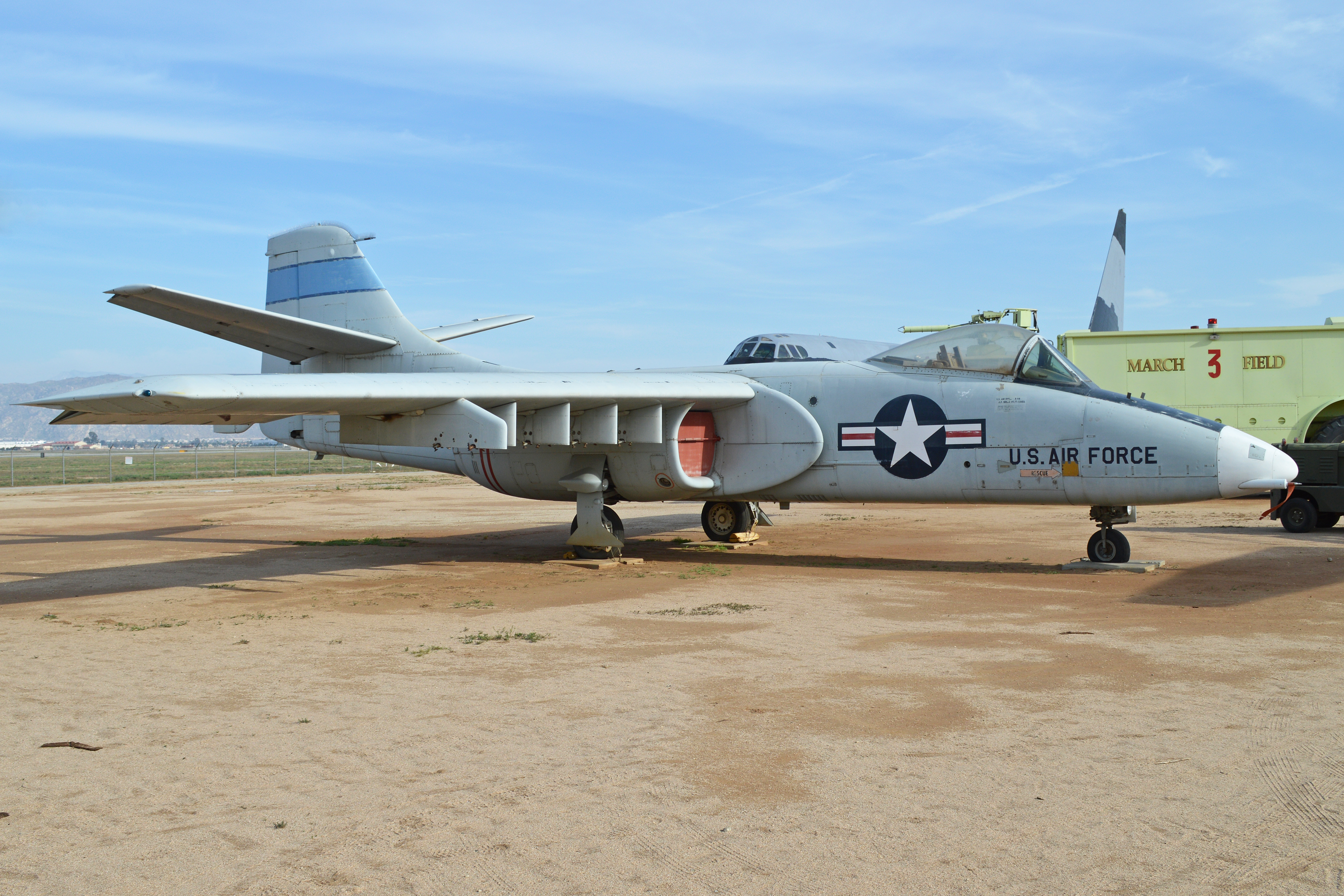
展示於加州河濱馬奇菲爾德航空博物館的Northrop YA-9A

由於在越戰時，美國空軍缺乏密接空中支援導致陸地部隊慘遭游擊戰騷擾，北越的士兵往往能藉由[[火器｜輕武器」」、面對空飛彈襲擊美軍的運輸車隊、營地等，導致戰場進程受阻。雖然美國空軍隨後便派遣當時服役的F-100超級軍刀戰鬥機、F-105雷公戰鬥機、F-4幽靈II戰鬥機，然而第二代及第三代戰鬥機的高空高速明顯不符合巡邏以及攻擊地面目標的需求，因此美軍只能繼續使用老舊的A-1攻擊機，並藉由改裝既有的C-47、C-119、C-130等螺旋槳運輸機改裝而成的砲艦機-AC-47、AC-119空中砲艇、AC-130空中砲艇，才解決空中火力巡邏的需求。而在越戰中對於火力支援的缺乏也導致美國空軍開啟A-X計畫。

### A-X計畫
1966年中，美國空軍成立了A-X實驗計畫辦公室，A-X代表Attack Experimental。1967年3月6日，空軍向21家國防承包商發布了A-X計畫的資訊徵求書，而該機在與參與越戰的A-1攻擊機的飛行員溝通以及對未來的部屬考慮後，要求應具有長時間滯空、低速機動性、強大的火炮火力以及極高的生存能力。雖然最初要求使用渦槳發動機，但到了1969年5月，需求改為使用渦扇發動機。
1970年5月，美國空軍發布了經修改且更為詳細的徵求提案書。由於要面對冷戰的勁敵，蘇聯的裝甲部隊威脅以及全天候攻擊作戰需求，因此對於該機的要求變得更加複雜，新的需求包括飛機需要擁有內置30mm火砲，最大速度達到達到460英里/小時（740公里/小時）、起飛距離為4,000英尺（1,200米）、外部掛載16,000磅（7,300公斤）、巡航半徑285英里（460公里），並且單機成本要控制在140萬美元。根據上述要求能發現，空軍要求一架設計簡單、生存性高並且成本低廉的噴射對地攻擊機，而美國空軍的預定購買數量也達到至少600架起跳{{sfn|Aviation Week|1972|p=109}，使其能大量部署於各空軍基地。
同時，A-X計畫的30毫米火炮也單獨發布了一項徵求提案，要求其具有高射速（每分鐘4,000發）和高初速。共有六家公司向空軍提交了提案，最後在1970年12月18日，諾斯洛普和費爾柴爾德共和兩家公司被選中製造原型機。

### 設計
A-9是一款肩翼單翼機，整體採用全鉚接鋁合金結構，並結合蜂巢結構和化學銑切蒙皮。其所需的雙渦扇發動機安裝在機翼根部下方的發動機艙內。發動機則採用
推力達7,200磅力（32千牛頓）的萊康明YF102發動機，而非A-10使用的通用電氣TF34發動機。YF102發動機是根據CH-47 契努克所使用的Avco Lycoming T55渦輪軸發動機改造而成，選擇該發動機的目的是降低成本。YA-9配備了大型十字形尾翼，以提高低空飛行時的方向穩定性。安裝了分裂式副翼，可用作空氣制動器。當這些空氣制動器與飛機的方向舵非對稱操作時，可以施加側向控制力（使飛機側向移動）而不會產生偏航或傾斜，從而方便武器瞄準。
飛行員的座位位於機翼前緣之前的大型泡型座艙蓋下。駕駛艙周圍以裝甲保護（原型機中使用鋁製裝甲，若量產將更換為鈦製裝甲），而翼內燃油箱為自封閉式，內填充泡沫以最大程度降低火災或燃油大量損失的風險。飛機配備了雙冗餘液壓飛行控制系統，並具有手動備份，以防止單次擊中導致控制失效。機腹安裝了一門20mm旋轉火炮，炮管延伸至機鼻下方，並且由於火炮位於飛機中心線上，前起落架向左偏移一英尺（0.30米)。機翼下設有十個掛載點，可攜帶高達16,000磅（7,300公斤）的武器，包括炸彈和AGM-65小牛空對面飛彈。

### 試飛
YA-9於1972年5月30日進行首次試飛，第二架原型機於同年8月23日首飛。飛行測試取得成功，聲稱YA-9具有「類似戰鬥機」的操控性能，並是一個良好的武器平台。美國空軍試飛員於1972年10月10日至12月9日期間，對兩款競爭設計進行了飛行比試。儘管YA-9完全符合空軍的需求，但YA-10在1973年1月18日被空軍選中。這可能是因為YA-10使用的是成熟的TF34發動機，而非YA-9所使用的未經驗證的F102發動機。此外，費爾柴爾德公司在當時沒有其他替代項目可做，如未能贏得A-X合約，可能面臨破產。
隨後，兩架YA-9原型機被轉交給NASA，用於進一步的飛行測試，而後退役。在退役時，YA-9的發動機被拆除，並放置到C-8水牛運輸機上，成為NASA和波音聯合開展的安靜短程研究飛機（QSRA）計劃的一部分。

## 註記
1. ↑  相比之下，A-10的引擎位置採用非傳統佈局，但在引擎區域受到攻擊的情況下具有更高的生存能力。A-10 的雙尾翼也隱藏了引擎的紅外線和噪音特徵，並採用了冗餘措施，以防其中一邊尾翼被擊落。
2. ↑  雖然A-10使用的TF34動力更大，達到9,280磅力（41.3千牛頓），但兩款發動機在使用上都能勝任所要求的工作
3. ↑  由於原型機製造完成時GAU-8復仇者機炮尚未研發完畢，因此YA-9與YA-10都暫時安裝20mm的M61火神式機砲
4. ↑  NASA與波音正在聯合研製一款「安靜」的短程商務飛機

### 書目
- . Aviation Week and Space Technology. Vol. 96 no. 26. 26 June 1972: 103–104  [2024-11-25]. （原始内容存档于2024-11-30）.
- . Air Enthusiast. Vol. 3 no. 3. September 1972: 156–160. ISBN 0-903234-31-9.
- Coram, Robert. . Los Angeles: Back Bay Books. 2004. ISBN 0-316-79688-3.
- Donald, David; March, Daniel (编). . . Norwalk, Connecticut: AIRtime. 2004. ISBN 1-880588-76-5.
- Donald, David (编). . . Barnes & Noble Books. 1997. ISBN 0-7607-0592-5.
- Fink, Donald E. . Aviation Week and Space Technology. Vol. 97 no. 14. 2 October 1972: 44–48  [2024-11-25]. （原始内容存档于2019-06-27）.
- Fink, Donald E. . Aviation Week and Space Technology. Vol. 97 no. 24. 11 December 1972: 20  [2024-11-25]. （原始内容存档于2019-06-27）.
- Jenkins, Dennis R. . North Branch, Minnesota: Specialty Press. 1998. ISBN 1-58007-013-2.
- Jesse, William; Engbrecht, Bradley. . Air Enthusiast. No. 64. July 1996: 57–59. ISSN 0143-5450.
- . Aviation Week and Space Technology. Vol. 96 no. 26. 26 June 1972: 107–113  [2024-11-25]. （原始内容存档于2024-11-30）.
- Richardson, Doug. . Flight International. Vol. 114 no. 3515. 1 July 1978: 29–32  [2024-11-25]. （原始内容存档于2016-08-27）.

## 外部連結
- YA-9A page on aero-web.org